# S&G (motorfiets)
S&G is een Duits historisch merk van motorfietsen.
De bedrijfsnaam was: Scharrer & Groß, Maschinenfabrik, Nürnberg.
S&G maakte aanvankelijk inbouwmotoren die veel op die van het Britse merk AJS leken. Deze motoren werden o.a. gebruikt door het merk Hecker.
In 1926 kwam S&G op de markt met haar eerste eigen modellen. Dat was net na de grote Duitse "motorboom", maar het merk wist het (voor die tijd) vrij lang vol te houden. Pas in 1932 kwam de productie ten einde.
Aan het begin van de jaren twintig waren in Duitsland honderden Duitse merken ontstaan, die zich vooral richtten op goedkope motorfietsen waarvoor lichte inbouwmotoren van andere merken werden gebruikt. In 1926 was het gros weer verdwenen. S&G mikte op een ander segment van de markt met kwalitatief hoogwaardige maar ook duurdere motorfietsen met 346-, 496- en 596cc-zijklep-, 496cc-kopklep- en 172- en 198cc-tweetaktmotoren bouwen. Deze tweetakten hadden Villiers-blokken.